# Robert Brandom
Robert Brandom,  13. ožujka 1950., američki je filozof koji podučava na Sveučilištu u Pittsburghu. Glavni interesi su mu filozofija jezika, filozofija uma i logika. Dobio je diplomu sa Sveučilišta u Yaleu a doktorirao je na Sveučilištu Princeton.
Oženjen je s Barbarom Brandom, profesorom medicine na Sveučilištu Pittsburgh.
Na Brandomov rad utjecali su Wilfrid Sellars, Richard Rorty, Michael Dummett kao i kolega John McDowell. Dobar dio njegovih ideja dolazi iz djela filozofa Hegela, Fregea i Wittgensteina.
Najpoznatiji je po svom projektu provedbe Wittgensteinovog zadatka objašnjenja značenja kroz upotrebu. Taj projekt je temeljno razradio u knjigama Making It Explicit (1994.) i Articulating Reasons: An Introduction to Inferentialism (2000.) Brandom je također objavio zbirku eseja o povijesti filozofije, između ostalih Tales of the Mighty Dead (2002).
Također je urednik zbirke tekstova filozofije Richarda Rortya, Rorty and His Critics (2000). Brandom trenutno radi na knjizi o Hegelovoj fenomenologiji.

## Vanjske poveznice
- Službene stranice
- 2005-2006 John Locke Lectures
- Interview 1999
- Presentation in Sydney 2005